# Barbara Kesel
Barbara Randall Kesel (née le 2 octobre 1960) est une écrivaine et éditrice de bandes dessinées. Sa bibliographie comprend des travaux pour Crossgen, Dark Horse Comics, DC Comics, Image Comics et Marvel Comics.

## Biographie
Barbara Kesel est initialement entrée dans l'industrie du comics après avoir écrit une lettre de 10 pages à l'éditeur Dick Giordano sur le sujet de la représentation des personnages féminins dans les bandes dessinées. Sa première histoire publiée (crédité sous le nom de Barbara J. Randall) est He with Secrets Fears the Sound..., une histoire secondaire sur Batgirl, dans Detective Comics #518 (Sept. 1982).
Elle devient éditrice associée chez DC Comics en 1985 où elle est promue éditrice l'année suivante. En 1988, elle écrit un Batgirl Special, puis co-écrit, avec son mari Karl Kesel, une mini-série Hawk and Dove.
En tant que scénariste solo, Barbara Kesel scénarise la série Spelljammer en 1990-1991. Elle devient éditrice chez Dark Horse Comics en 1991 et fait partie, plus tard, de l’Équipe CGW (en), responsable de la plupart des conceptions et créations sur la configuration et les personnages de la Golden City.
Kesel retourne chez DC, et elle écrit le one-shot Elseworld's Finest: Supergirl & Batgirl en 1998. De 2000 à 2004, elle travaille à la fois comme écrivaine et éditrice chez CrossGen.
En 2008, elle a fait partie du packaging éditorial de la compagnie The Pack avec Lee Nordling, Brian Augustyn, Gordon Kent, et Dave Olbrich.
Kesel est une ardente adversaire du sexisme dans l'industrie de la bande dessinée. Elle est connue pour ses personnages féminins forts et a créé Grace, la dirigeante de la Golden City dans Comics' Greatest World.

### Vie privée
Elle a été mariée au scénariste de comics Karl Kesel, mais depuis, ils ont divorcé.

## Publications

### CrossGen
- CrossGen Chronicles #1, 3, 6 (2000–2002)
- CrossGenesis #1 (2000)
- The First #1–37 (2000–2003)
- Meridian #1–44 (2000–2004)
- Sigil #1–11, 20 (2000–2002)
- Solus #1–8 (2003)

### Dark Horse Comics
- Comics' Greatest World: Catalyst: Agents of Change (#8) (1993)
- Comics' Greatest World: Mecha (#6) (1993)
- Comics' Greatest World: Rebel (#5) (1993)
- Comics' Greatest World: Titan (#7) (1993)
- Real Adventures of Jonny Quest #10 (1997)
- Will to Power #7–9 (1994)

### DC Comics
- Action Comics #574 (1985)
- Adventures of Superman #557 (1998)
- Alpha Centurion Special #1 (1996)
- Avatar #1–3 (1991)
- Batgirl Special #1 (1988)
- Batman #401 (1986)
- DC Comics Presents #94 (1986)
- Detective Comics #518–519 (Batgirl backup stories) (1982)
- Elseworld's Finest: Supergirl & Batgirl #1 (1998)
- Elvira's House of Mystery Special #1 (1987)
- The Fury of Firestorm #57 (1987)
- Hawk and Dove vol. 2 #1–5 (1988)
- Hawk and Dove vol. 3 #1–28, Annual #1–2 (1989–1991)
- Hawkman vol. 2 #10 (1987)
- Heroes Against Hunger #1 (1986)
- New Talent Showcase #15 (1985)
- The New Titans #68–69 (1990)
- Secret Origins vol. 2 #20 (Batgirl); #43 (Hawk and Dove) (1987–1989)
- Spelljammer #1–8, 11 (1990–1991)
- Superboy vol. 3 #43–44, 48–49, Annual #2 (1995–1998)
- Supergirl Annual #1 (1996)
- Superman: Lois Lane #1 (1998)
- Team Superman Secret Files #1 (1998)
- Teen Titans Spotlight #19 (1988)
- TSR Worlds #1 (1990)
- Who's Who in the DC Universe #1–2, 4, 6–7 (1990–1991)
- Who's Who in the Legion of Super-Heroes #1–6 (1988)

#### Amalgam Comics
- Exciting X-Patrol #1 (1997)
- X-Patrol #1 (1996)

### Image Comics
- Gen¹³ Bootleg #19 (1998)
- Savant Garde #1–7 (1997)
- Shattered Image #1–4 (1996)
- Stormwatch #29–30 (1995)
- WildC.A.T.s #35–36 (1997)

### Marvel Comics
- Captain America/Citizen V '98 #1 (1998)
- Ultragirl #1–3 (1996–1997)

### Tokyopop
- Legends of the Dark Crystal #1 (2007)

## Personnages créés
- Bloody Mary (DC)
- Catalyst: Agents of Change (Dark Horse)
- Enson (CrossGen)
- Grace (Dark Horse)
- Ilahn of Cadador (CrossGen)
- Lindy Karsten (CrossGen)
- Malice Vundabar (DC)
- Sephie of Meridian (CrossGen)
- Solusandra (CrossGen)
- Speed Queen (DC)
- Titan (Dark Horse)
- Ultra Girl (Marvel)
- Wyture (CrossGen)

## Récompenses
En 1991, Barbara Kesel est nommée pour le titre du « Meilleur éditeur » au prix Eisner pour Badlands, Aliens: Genocide et Star Wars.
En 1995, elle est nommée pour la « Meilleure anthologie » et le « Meilleur album reprenant du matériel auparavant publié » aux prix Harvey pour, respectivement, Instant Piano et Hellboy: Seed of Destruction.
Elle remporte en 1996 le prix Harvey du « Meilleur album reprenant du matériel auparavant publié » pour Hellboy: The Wolves of St. August.
En 2022, elle reçoit le prix Inkpot pour l'ensemble de son œuvre.